# Cervens
Cervens és un municipi francès situat al departament de l'Alta Savoia i a la regió d'Alvèrnia-Roine-Alps. L'any 2007 tenia 971 habitants.

## Demografia

### Població
El 2007 la població de fet de Cervens era de 971 persones. Hi havia 342 famílies de les quals 56 eren unipersonals (26 homes vivint sols i 30 dones vivint soles), 91 parelles sense fills, 156 parelles amb fills i 39 famílies monoparentals amb fills.
La població ha evolucionat segons el següent gràfic:
Habitants censats

### Habitatges
El 2007 hi havia 378 habitatges, 349 eren l'habitatge principal de la família, 15 eren segones residències i 14 estaven desocupats. 347 eren cases i 29 eren apartaments. Dels 349 habitatges principals, 289 estaven ocupats pels seus propietaris, 50 estaven llogats i ocupats pels llogaters i 10 estaven cedits a títol gratuït; 13 tenien dues cambres, 46 en tenien tres, 90 en tenien quatre i 200 en tenien cinc o més. 331 habitatges disposaven pel capbaix d'una plaça de pàrquing. A 133 habitatges hi havia un automòbil i a 204 n'hi havia dos o més.

### Piràmide de població
La piràmide de població per edats i sexe el 2009 era:
| Homes | Edats   | Dones |
| ----- | ------- | ----- |
| 0     | 95 o +  | 8     |
| 4     | 90 a 94 | 0     |
| 0     | 85 a 89 | 4     |
| 0     | 80 a 84 | 4     |
| 12    | 75 a 79 | 16    |
| 16    | 70 a 74 | 8     |
| 24    | 65 a 69 | 4     |
| 4     | 60 a 64 | 16    |
| 16    | 55 a 59 | 20    |
| 24    | 50 a 54 | 24    |
| 28    | 45 a 49 | 32    |
| 20    | 40 a 44 | 20    |
| 32    | 35 a 39 | 24    |
| 36    | 30 a 34 | 48    |
| 24    | 25 a 29 | 20    |
| 8     | 20 a 24 | 16    |
| 36    | 15 a 19 | 32    |
| 28    | 10 a 14 | 44    |
| 20    | 5 a 9   | 20    |
| 24    | 0 a 4   | 20    |

## Economia
El 2007 la població en edat de treballar era de 591 persones, 453 eren actives i 138 eren inactives. De les 453 persones actives 434 estaven ocupades (238 homes i 196 dones) i 19 estaven aturades (5 homes i 14 dones). De les 138 persones inactives 45 estaven jubilades, 51 estaven estudiant i 42 estaven classificades com a «altres inactius».

### Ingressos
El 2009 a Cervens hi havia 363 unitats fiscals que integraven 993,5 persones, la mediana anual d'ingressos fiscals per persona era de 24.097 €.

### Activitats econòmiques
Dels 42 establiments que hi havia el 2007, 1 era d'una empresa extractiva, 3 d'empreses alimentàries, 1 d'una empresa de fabricació de material elèctric, 3 d'empreses de fabricació d'altres productes industrials, 14 d'empreses de construcció, 6 d'empreses de comerç i reparació d'automòbils, 3 d'empreses d'hostatgeria i restauració, 1 d'una empresa d'informació i comunicació, 1 d'una empresa financera, 1 d'una empresa immobiliària, 6 d'empreses de serveis i 2 d'empreses classificades com a «altres activitats de serveis».
Dels 17 establiments de servei als particulars que hi havia el 2009, 1 era un taller de reparació d'automòbils i de material agrícola, 1 paleta, 4 guixaires pintors, 1 fusteria, 4 lampisteries, 2 electricistes, 1 perruqueria i 3 restaurants.
L'únic establiment comercial que hi havia el 2009 era una botiga d'electrodomèstics.
L'any 2000 a Cervens hi havia 14 explotacions agrícoles que ocupaven un total de 204 hectàrees.

## Equipaments sanitaris i escolars
El 2009 hi havia una escola elemental.

## Poblacions més properes
El següent diagrama mostra les poblacions més properes.